# Paulo Malhães
Paulo Malhães (Rio de Janeiro, 17 de abril de 1938 — Nova Iguaçu, 25 de abril de 2014) foi um militar brasileiro, tenente-coronel reformado do Exército Brasileiro, torturador e assassino confesso de dissidentes políticos durante a ditadura militar brasileira

## Participação na ditadura
Malhães falou pela primeira vez sobre suas ações como torturador em 2012, à Comissão Nacional da Verdade, 40 anos depois de ter sido designado pelo Centro de Informações do Exército (CIE) para gerenciar um centro clandestino em Petrópolis, coloquialmente conhecido como Casa da Morte, onde a tortura era rotina. Seu trabalho entre 1970 e 1972 consistiu em torturar e interrogar suspeitos opositores políticos da Ditadura. De acordo com Malhães, a meta nominal das atividades no esconderijo era convencer os suspeitos a concordar em servir como agentes duplos, chamados de "RX" no jargão militar. Segundo Malhães, além de pôr fim à tortura, os presos que aceitassem virar informantes do Exército receberiam pagamentos clandestinos como incentivos. No entanto, a única suspeita que ele descreveu concordar com isso, Inês Etienne Romeu, mais tarde foi considerada insincera e foi presa por mais oito anos. Os detalhes das atividades na "Casa da Morte" foram confirmados pela primeira vez em suas memórias, publicadas em 1979. Pelo menos 22 suspeitos detidos na casa foram mortos.
Malhães reconheceu que Carlos Alberto Soares de Freitas, comandante da VAR-Palmares desaparecido e nunca foi sido visto novamente, havia estado na casa. O coronel também disse ter participado da ocultação do corpo do deputado federal Rubens Paiva Em depoimento posterior,o militar negou que tivesse participado da operação.

## Morte
Em 25 de abril de 2014, um mês após ter prestado depoimento de seu envolvimento em sessões de tortura à Comissão Nacional da Verdade, Malhães foi encontrado morto em sua casa em Nova Iguaçu. Foram encontradas marcas de asfixia em seu rosto e pescoço. Em depoimento prestado à polícia pela esposa do coronel, Cristina, ela,o marido e o caseiro do sítio foram rendidos por três homens encapuzados. Um deles teria rendido Cristina, outro, imobilizou o caseiro e o terceiro levou Malhães para um quarto. Um computador, uma impressora e três armas antigas da coleção do coronel foram roubadas.
Duas hipóteses foram consideradas pela polícia: latrocínio e queima de arquivo. A notícia de sua morte foi publicada em um site ligado a ex-militares acusados de torturas e mortes durante a ditadura, antes de ser tornada pública por qualquer órgão de imprensa brasileiro.